# Etheostoma percnurum
Etheostoma percnurum är en fiskart som beskrevs av Jenkins, 1994. Etheostoma percnurum ingår i släktet Etheostoma och familjen abborrfiskar. Inga underarter finns listade i Catalogue of Life.